# Route nationale 847
Pour les articles homonymes, voir Route 847.
La route nationale 847 ou RN 847 était une route nationale française située en Haute-Corse. Elle reliait Folelli (hameau de Penta-di-Casinca) situé sur la route nationale 198, à Piedicroce, commune de la Castagniccia. Sa longueur était de 22 kilomètres.
À la suite de la réforme de 1972, elle a été déclassée en RD 506.

## Itinéraire de la RN 847 (D 506)
- Folelli 42° 26′ 40,84″ N, 9° 30′ 28,57″ E
- Vallée du Fium'Alto
- Stazzona 42° 22′ 15,59″ N, 9° 22′ 21,72″ E
- Piedicroce 42° 22′ 29,09″ N, 9° 22′ 04,38″ E